# (7062) Meslier
(7062) Meslier es un asteroide perteneciente al cinturón de asteroides descubierto el 6 de agosto de 1991 por el astrónomo Eric Walter Elst desde el Observatorio de La Silla, en Chile.

## Designación y nombre
Meslier fue designado inicialmente como 1991 PY5.
Más tarde, se nombró en honor del ateo francés Jean Meslier (1664-1729).
- Datos: Q549919